# Leu moldave
Le leu moldave (ISO 4217 code MDL) est l'unité monétaire de la République de Moldavie depuis 1993. Un leu moldave (pluriel : lei) est divisé en 100 bani (singulier : ban).

## Description
Le leu moldave a été établi en 1993 et a suivi la création de la République de Moldavie indépendante. Il remplace le « coupon » en circulation en Moldavie de 1991 à 1993, au taux de 1 leu pour 1 000 coupons, lui-même succédant en 1991 au rouble soviétique.

## Pièces de monnaie
Les pièces qui ont des valeurs de 1, 5, 10 et 25 bani sont faites d'aluminium et celles de 50 bani d'aluminium-bronze. Des pièces de 50 bani, de 1 leu et 5 lei en acier inoxydable sont sorties en 1993, mais elles ont été retirées de la circulation.

## Billets de banque

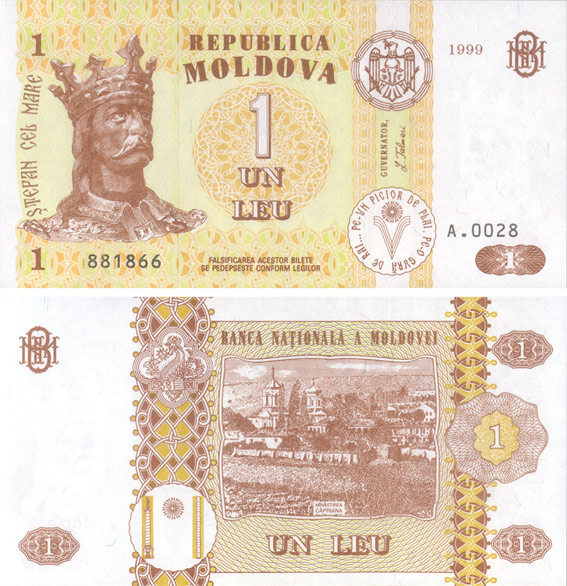
Billet d'un leu moldave figurant le souverain Étienne III de Moldavie au recto et le au verso.

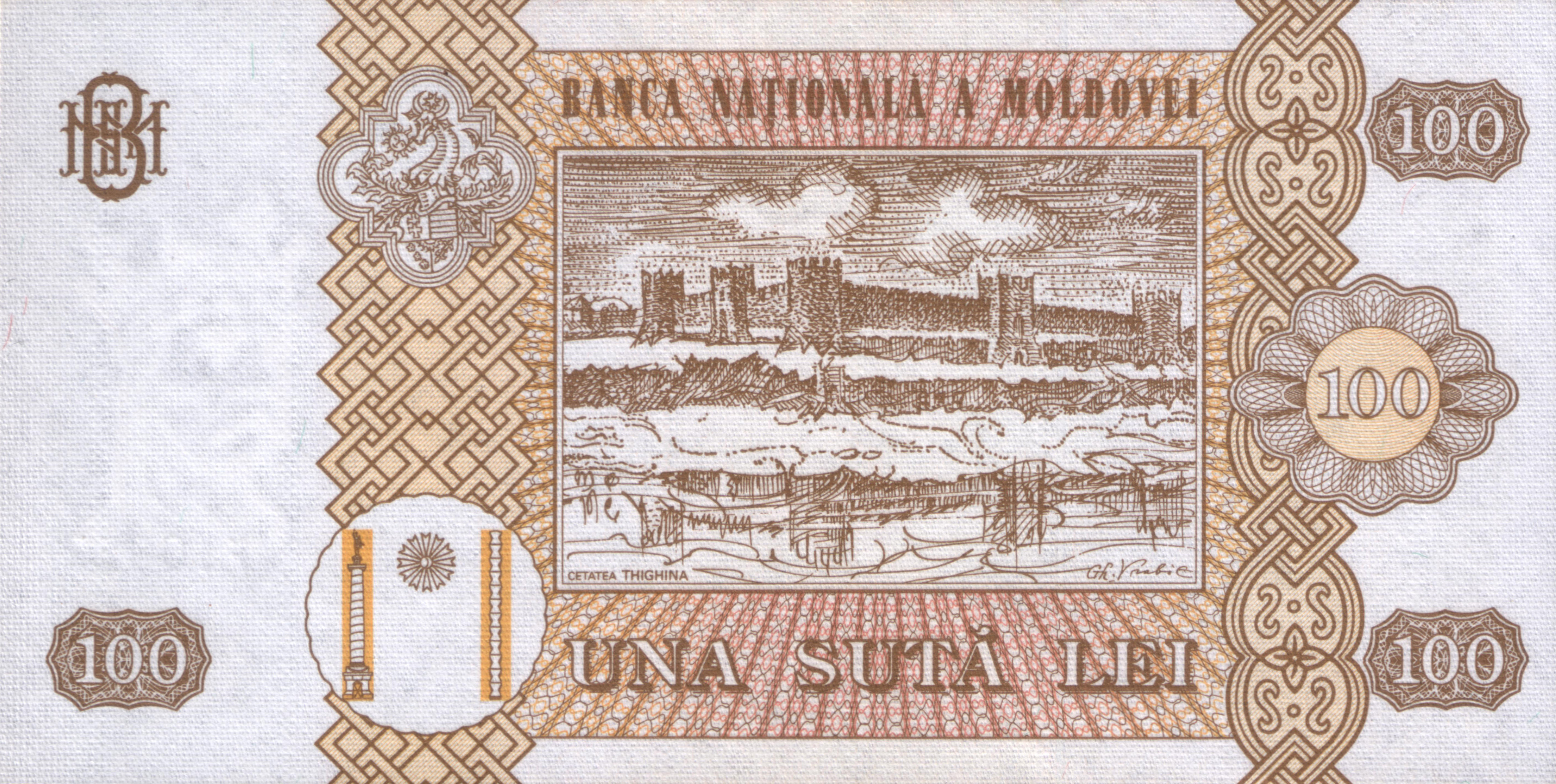
Billet (recto) de 100 lei moldaves figurant la forteresse de Tighina.

Les billets de banque portent les valeurs de 1, 5, 10, 20, 50, 100, 200, 500 et 1000 lei. Ils affichent tous au recto l'effigie du prince Étienne III et au verso un monument historique.

## Change
En octobre 2018 le change était contre :
- le dollar américain : 1 USD = 16,88 MDL ;
- l'euro : 1 EUR = 19,39 MDL.

Ces cours sont très influencés par l'instabilité économique et politique en République de Moldavie.